# Semiothisa approximaria
Semiothisa approximaria är en fjärilsart som beskrevs av Walker 1861. Semiothisa approximaria ingår i släktet Semiothisa och familjen mätare. Inga underarter finns listade i Catalogue of Life.